# Христов-Бакарджиев, Каролин
Каролин Христов-Бакарджиев (en: Carolyn Christov-Bakargiev; 2 декабря 1957, Риджвуд, Нью-Джерси, США) — американская писательница, арт-историк и куратор. Арт-директор «documenta 13».

## Биография
Мать Каролин итальянка, отец — болгарин, сбежавший после Второй мировой войны из Болгарии. Поскольку отец не мог найти работу в Италии, родители мигрировали в Соединенные Штаты в конце 1950-х, где Каролин родилась. Окончив французский лицей в Вашингтоне, она продолжила обучение в Пизанском университете (Италия), где изучала литературу, филологию, итальянский язык и историю искусств. Дипломная работа Каролин была посвящена связям между американской живописью и поэзией 1950-х на примере Фрэнка О'Хара и абстрактного экспрессионизма.
С 2002 по 2008 год работала главным хранителем Музея современного искусства «Castello di Rivoli — Museo d’Arte Contemporanea» (Италия), с 2008 по 2009 год была директором этого музея.

## Каролин Христов-Бакарджиев в России
- В октябре 2011 года по приглашению российского Фонда «Виктория — Искусство Быть Современным» Каролин Христов-Бакарджие провела в Москве встречу с молодыми российскими художниками[3][4]. Встреча проходила в течение 2 дней в московской мастерской Ильи Кабакова[3].